# Rogelio Hernández
Rogelio Hernández (* 25. Dezember 1930 in Barcelona; † 31. Dezember 2011 ebenda) war ein spanischer Synchronsprecher und Schauspieler.

## Leben
Hernández begann seine schauspielerische Laufbahn als Bühnendarsteller in Madrid; nach seinem Umzug in seine Heimatstadt wurde er ab 1960 bis zu seinem Rückzug 2008 auf Grund von Augenproblemen zu einem der gefragtesten Synchronsprecher. Er war die spanische Stimme von u. a. Marlon Brando, Michael Caine, Paul Newman und Jack Nicholson. Hernández gelang es, den Klassikern des Hollywood-Films ebenso seinen sprachlichen Stempel aufzudrücken wie ab den 1970er Jahren den neuen Stars.